# Bieganowo (powiat wrzesiński)
Bieganowo – wieś w Polsce położona w województwie wielkopolskim, w powiecie wrzesińskim, w gminie Kołaczkowo.
Właścicielem majątku do 1939 roku był Edward Grabski, organizator i pierwszy dowódca 17 Pułku Ułanów Wielkopolskich.
W latach 1949–1990 we wsi działało Państwowe Gospodarstwo Rolne, dające zatrudnienie większości mieszkańców wsi. W 1964 roku został utworzony Kombinat PGR Bieganowo. W latach 70. i 80. XX wieku miejscowość znana była w Polsce i poza jej granicami (zwłaszcza w ówczesnej Republice Federalnej Niemiec) jako Ośrodek Hodowli Zwierzyny Łownej oraz miejsce urządzania polowań dewizowych.
W latach 1975–1998 miejscowość należała administracyjnie do województwa poznańskiego.